# Tikiri (elefante)
Tikiri (en cingalés: ටිකිරි) (1949 - 24 de septiembre de 2019) fue una elefante esrilanquésa hembra y uno de los elefantes asiáticos más viejos pertenecientes a Sri Lanka. Ella fue una de las elefantes utilizadas para el Kandy Esala Perahera y, a menudo, se la obligaba a marchar en el Perahera, el cual es anual. Se cree que fue el segundo elefante asiático más viejo de Sri Lanka después de Heiyantuduwa Raja. Tikiri murió el 24 de septiembre de 2019 a los 70 años en Kegalle después de afrontar una enfermedad. Durante su vida, fue utilizada principalmente para paseos de turistas y festivales religiosos.
A principios de 2019, las imágenes de la debilitada elefante posteada por el fundador de Save the Elephant, Lek Chailert, en que se la mostraba esquelética se hizo viral en las redes sociales. Las autoridades enfrentaron críticas y reacciones violentas por la falta de cumplimiento respecto al mantenimiento de la elefante desafortunada y acusaron a las autoridades de torturar a la elefante obligándola a marcha en los festivales anual de Perahera.